# Scherma in carrozzina ai XV Giochi paralimpici estivi
I tornei di  scherma in carrozzina dei XV Giochi paralimpici estivi si sono svolti dal 12 al 16 settembre 2016 presso l'Arena Carioca 3.

## Formato
Gli atleti sono stati suddivisi in due categorie in base al tipo di disabilità: A e B. In ciascun incontro si sono sfidati atleti appartenenti alla medesima categoria.
I tornei individuali svolti sono quattro femminili (spada e fioretto) e sei maschili (spada, fioretto e sciabola). I tornei a squadre sono stati due sia per gli uomini sia per le donne (e in entrambi i casi non comprendevano la sciabola).

## Calendario
| Uomini | Sciabola - A | Spada - A    | Fioretto - A | Spada a squadre | Fioretto a squadre | 8  |
| Uomini | Sciabola - B | Spada - B    | Fioretto - B | Spada a squadre | Fioretto a squadre | 8  |
| Donne  |              | Spada - A    | Fioretto - A | Spada a squadre | Fioretto a squadre | 6  |
| Donne  | Spada - B    | Fioretto - B |              | Spada a squadre | Fioretto a squadre | 6  |
| Totale | 2            | 4            | 4            | 2               | 2                  | 14 |

|  | Finali |

## Podi

### Uomini
| Evento                          | Cat. | Oro                                               | Argento                                                | Bronzo                                                |
| Spada                           |      |                                                   |                                                        |                                                       |
| Spada individuale (dettagli)    | A    | Sun Gang                                          | Piers Gilliver                                         | Tian Jianquan                                         |
| Spada individuale (dettagli)    | B    | Andrei Pranevich                                  | Ammar Ali                                              | Oleg Naumenko                                         |
| Spada a squadre (dettagli)      | –    | Francia Robert Citerne Yannick Ifebe Romain Noble | Cina Tian Jianquan Sun Gang HU Daoliang                | Polonia Dariusz Pender Michal Nalewajek Kamil Rzasa   |
| Fioretto                        |      |                                                   |                                                        |                                                       |
| Fioretto individuale (dettagli) | A    | Ye Ruyi                                           | Richard Osvath                                         | Sun Gang                                              |
| Fioretto individuale (dettagli) | B    | Feng Yanke                                        | Hu Daoliang                                            | Maxime Valet                                          |
| Fioretto a squadre (dettagli)   | –    | Cina Ye Ruyi Sun Gang Hu Daoliang                 | Polonia Jacek Gaworski Dariusz Pender Michal Nalewajek | Francia Ludovic Lemoine Damien Tokatlian Maxime Valet |
| Sciabola                        |      |                                                   |                                                        |                                                       |
| Sciabola individuale (dettagli) | A    | Andrii Demchuk                                    | Richard Osvath                                         | Tian Jianquan                                         |
| Sciabola individuale (dettagli) | B    | Anton Datsko                                      | Panagiotis Triantafyllou                               | Adrian Castro                                         |

### Donne
| Evento                          | Cat. | Oro                                        | Argento                                                     | Bronzo                                                  |
| Spada                           |      |                                            |                                                             |                                                         |
| Spada individuale (dettagli)    | A    | Zou Xufeng                                 | Bian Jing                                                   | Yevheniia Breus                                         |
| Spada individuale (dettagli)    | B    | Zhou Jingjing                              | Saysunee Jana                                               | Chan Yui Chong                                          |
| Spada a squadre (dettagli)      | –    | Cina Zou Xufeng Zhou Jingjing Rong Jing    | Hong Kong Chan Yui Chong Ng Justine Charissa Yu Chui Yee    | Ungheria Gyöngyi Dani Amarilla Veres Zsuzsanna Krajnyak |
| Fioretto                        |      |                                            |                                                             |                                                         |
| Fioretto individuale (dettagli) | A    | Rong Jing                                  | Yu Chui Yee                                                 | Zsuzsanna Krajnyak                                      |
| Fioretto individuale (dettagli) | B    | Beatrice Vio                               | Zhou Jingjing                                               | Yao Fang                                                |
| Fioretto a squadre (dettagli)   | –    | Cina Zhou Jingjing Rong Jing Zhang Chuncui | Ungheria Eva Andrea Hajmasi Gyöngyi Dani Zsuzsanna Krajnyak | Italia Beatrice Vio Andreea Mogos Loredana Trigilia     |